# Polyzosteria magna
Polyzosteria magna är en kackerlacksart som beskrevs av Shaw 1914. Polyzosteria magna ingår i släktet Polyzosteria och familjen storkackerlackor. Inga underarter finns listade i Catalogue of Life.